# 辽港股份
辽宁港口股份有限公司（英語：Liaoning Port Co.,ltd.；港交所：2880；上交所：601880，简称：辽港股份）是一間於香港交易所主板上市的中國內地公司，前身为大连港股份有限公司，现时主要從事大連港、营口港的港口經營業務。2005年盈利為4.2億人民幣。公司於2006年4月18日開始在香港招股，以介乎2.175至2.575港元發售8.4億股H股，其中10%作公開發售。招股期間共接獲371,148份申請，超額認購851倍，凍結資金高達1856億4千萬港元，為歷來香港股市中第五大凍結資金的新股。其中認購一手（2,000股）的投資者僅15%中籤，認購35萬股才能穩獲一手。它在2006年4月28日首日掛牌，市前交易報4.1港元，較招股價2.575港元高59%。
2020年，辽宁港口集团安排大连港股份与营口港务股份实施换股吸收合并。配合是次合并，大连港股份于2021年2月更名为辽宁港口股份，并于当月9日正式以现时名称运作。

## 連結
- 官方网站